# Neuciano Gusmão
Neuciano de Jesus Gusmão (Belém, 26 de dezembro de 1988), mais conhecido como Cicinho, é um futebolista brasileiro naturalizado búlgaro que atua como lateral-direito. Atualmente joga pelo Guarani.

## Carreira

### Remo
Cicinho começou sua carreira profissional no Remo em 2007 e participou dos títulos do Campeonato Paraense de 2007 e 2008. Era muito querido pela torcida Fenômeno Azul, pois sempre que vestia a camisa Azul Marinho, mostrava ofensividade e técnica apuradas.

### Juventude
Em 2009, foi transferido para o Juventude onde participou de alguns jogos.

### Brasiliense
Em 2010, foi contratado pelo Brasiliense, porém só foi se destacar em 2011, quando foi titular em toda a temporada. Ganhou o Campeonato Brasiliense pelo Brasiliense e fez ótimos jogos na campanha lamentável do time na Série C de 2011.

### Ponte Preta
Pelo bom futebol que demonstrou, despertou o interesse da Ponte Preta que o contratou na reta final da Série B do Brasileiro de 2011. No clube campineiro foi de reserva imediato no Paulistão à titular indiscutível no Brasileirão de 2012, se tornando peça fundamental no elenco da Ponte Preta, aonde atuava no meio-campo. Foi sondado por grandes clubes, entre eles o Fluminense, Palmeiras, São Paulo, Cruzeiro e Botafogo. Apesar do assédio de outros clubes, Cicinho renovou com a Ponte até o final de 2015. Lateral de origem, Cicinho começou 2013 sendo escalado por Guto Ferreira no meio campo, tendo liberdade para inclusive, virar um ponta.

### Santos
Em 26 de junho de 2013, Cicinho acertou a sua transferência para o Santos. Apesar de ser constantemente assediado pelo São Paulo, o Santos atravessou as negociações e acabou contratando o lateral.

### Ludogorets
Em 30 de junho de 2015 foi negociado ao Ludogorets da Bulgária por 900 mil euros (cerca de R$ 3,1 milhões), a princípio o jogador seria apenas emprestado. Detentor de 63,88% dos direitos econômicos do jogador, o Peixe recebeu cerca de R$ 2 milhões pela negociação, enquanto o fundo Teisa, apoiador da diretoria passada, recebeu o restante do valor.
Na equipe do futebol búlgaro, Cicinho chegou a oito temporadas, com uma trajetória de 245 jogos, onde disputou também competições europeias, como a Liga dos Campeões e a Liga Europa.

### Bahia
No início de 2023, foi contratado pelo Bahia.
Cicinho fez parte do grupo que conquistou o histórico 50º título estadual em 2023. Porém ao fim da temporada 2024 e com 45 partidas pelo Bahia, ele ficou sem espaço, na temporada 2024 fez apenas 16 vezes jogos.

### Noroeste
No dia 7 de janeiro de 2025, o Noroeste anunciou a contratação de Cicinho.

### Guarani
Em 14 de maio de 2025, Cicinho foi anunciado como novo reforço do Guarani. Ele chega ao Bugre em definitivo com contrato firmado até o fim do próximo Campeonato Paulista.

## Títulos
Remo
- Campeonato Paraense: 2007, 2008

Brasiliense
- Campeonato Brasiliense: 2011

Ponte Preta
- Campeonato Paulista do Interior: 2013

Santos
- Campeonato Paulista: 2015

Ludogorets Razgrad
- Campeonato Búlgaro: 2015–16, 2016–17, 2017–18, 2018–19, 2019–20, 2020-21, 2021-22 e 2022-23
- Copa da Bulgária: 2022-23
- Supercopa da Bulgária: 2018, 2019, 2021 e 2022

Bahia
- Campeonato Baiano: 2023

## Prêmios Individuais
- Melhor lateral-direito do Campeonato Paulista - Série A1: 2014
- Seleção do Campeonato Paulista - Série A1: 2014